# Karl Vikas

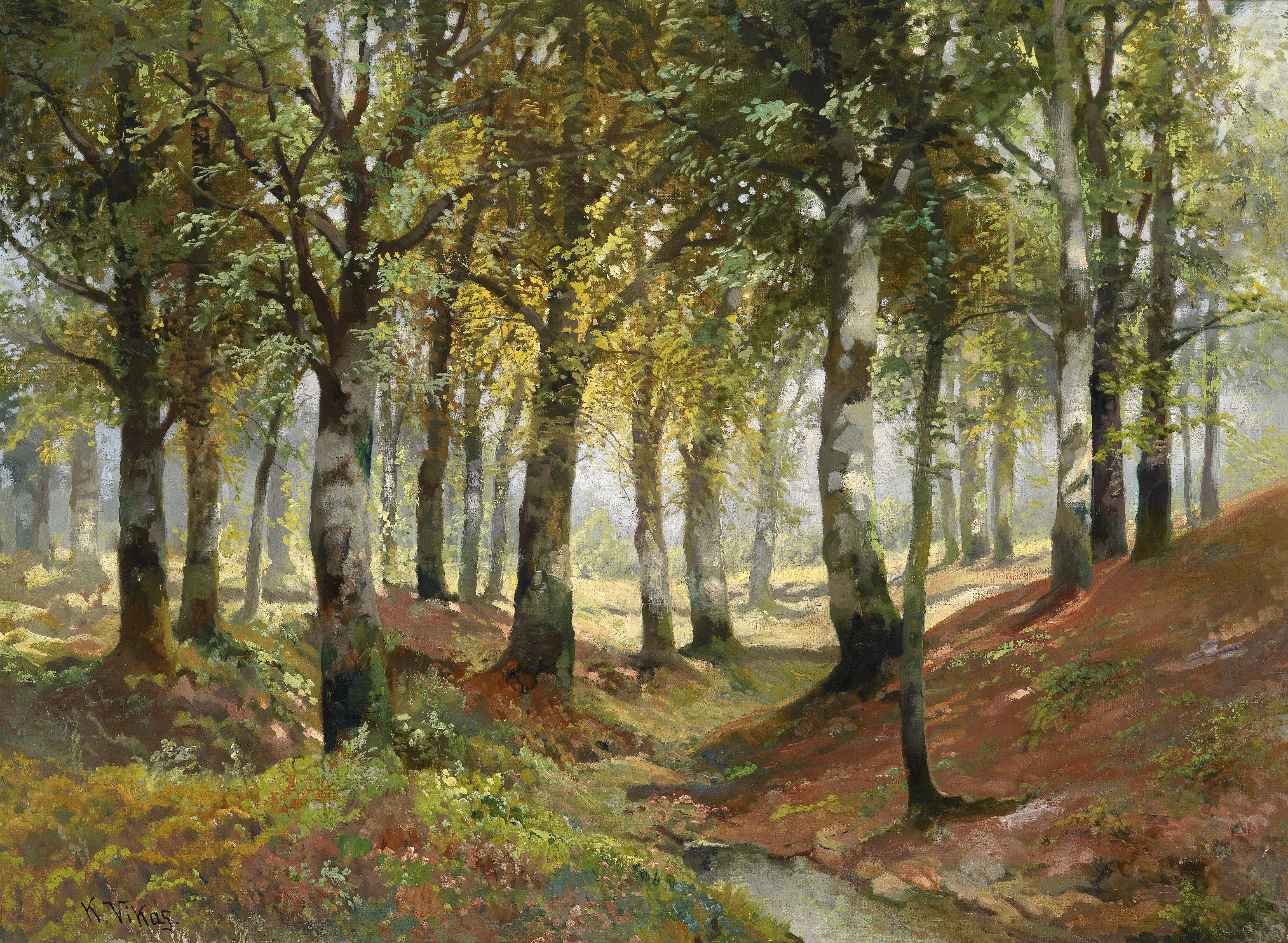
Waldlandschaft

Karl Vikas (* 19. September 1875 in Ternitz/Niederösterreich; † 30. August 1934 in Krems an der Donau) war ein österreichischer Landschaftsmaler.
Karl Vikas war Schüler des Landschaftsmalers Hugo Darnaut in seiner Malschule im Schloss Plankenberg im Wienerwald, weil er sich eine akademische Ausbildung nicht leisten konnte. Als erfolgreicher Maler von Landschaften wohnte er  in Mautern in der Wachau, wo er bis zu seinem Tode lebte.
Seine Werke waren von Emil Jakob Schindler beeinflusst. Vikas war 1919 Mitbegründer des Wachauer Künstlerbundes.